# Área de Conservação da Paisagem de Sarve
A Área de Conservação da Paisagem de Sarve é um parque natural localizado no condado de Hiiu, na Estónia.
A área do parque natural é de 810 hectares.
A área protegida foi fundada em 1973 para proteger as paisagens e a biodiversidade da Península de Sarve. Em 1996, a área protegida foi reformulada para área de conservação paisagística.